# ジョン・ロバート・グレッグ
ジョン・ロバート・グレッグ(英語:John Robert Gregg、1867年6月17日 - 1948年2月23日)は、アイルランドの教育者、出版者、人道主義者。速記法の一つである「グレッグ式速記法」の発明者である。グレッグは当初、ジョン・マシュー・スローンがフランスのプレボスト・デュプロエ速記法を英語化したものを、スローンの販売代理店の一人であるトーマス・マローンと協力して改良しようとしたという。マローンは「Script Phonography」というシステムを発表したが、グレッグはこのシステムの著作権は自分にあると主張した。マローンに怒られたグレッグは、マローンとの仕事を辞め、兄のサミュエルに励まされて、1888年に独自の速記法を発表し、著作権を取得した。これは、『Light-Line Phonography』というパンフレットにまとめられている。イギリスのリバプールで出版した『Light-Line Phonography: The Phonetic Handwriting』というパンフレットに掲載されている。

## 生涯
1893年、アメリカ合衆国に移住した。同年、『グレッグ式』を公開し、大きな成功を収めた。 その後はシカゴに定住し、グレッグ・パブリッシング・カンパニーのために、速記法やビジネス実務に関する多くの書籍を執筆した。
1948年2月23日、ニューヨークにて80歳で死去した。

## 関連リンク
- 速記
- Gregg shorthand
- Shorthand
- The Gregg Reference Manual